# Amerikanskt korallträd
Amerikanskt korallträd (Erythrina corallodendron) är en ärtväxtart som beskrevs av Carl von Linné. Erythrina corallodendron ingår i släktet Erythrina och familjen ärtväxter. Utöver nominatformen finns också underarten E. c. bicolor.
Trädets mjuka korkartade ved, korallträ, barakara, har utnyttjats till proppar, stegar och liknande, fröna har använts i halskedjor.

## Bildgalleri

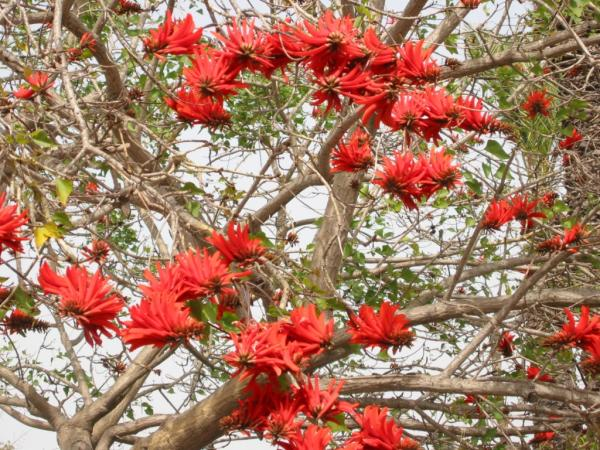
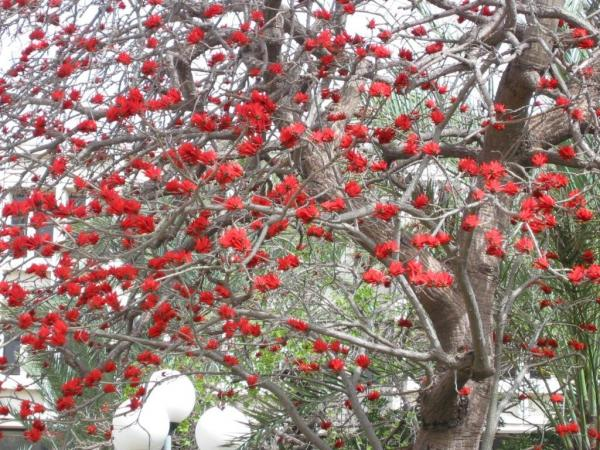
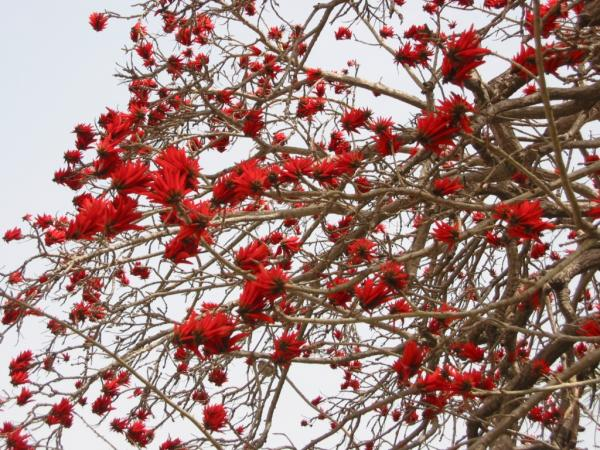
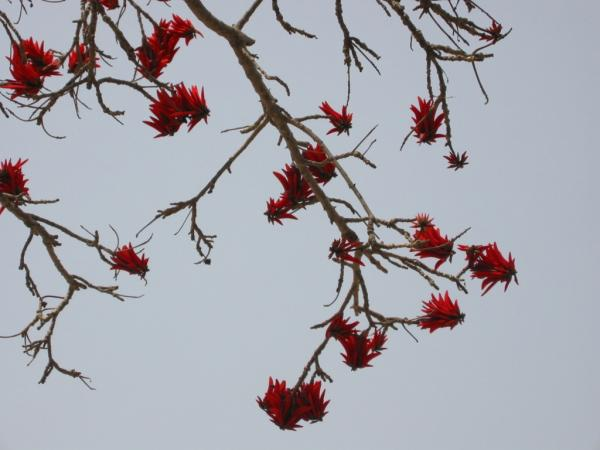
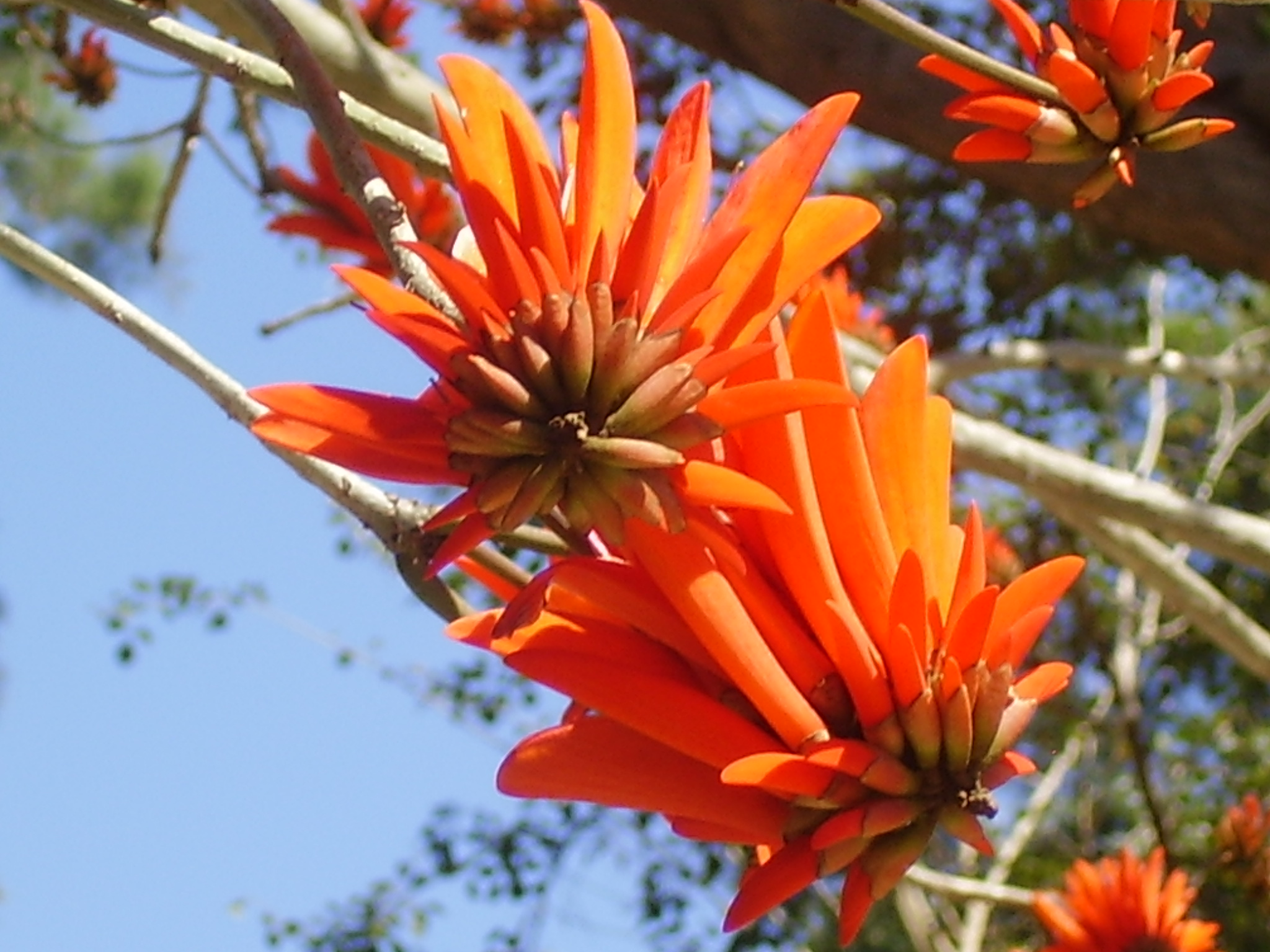
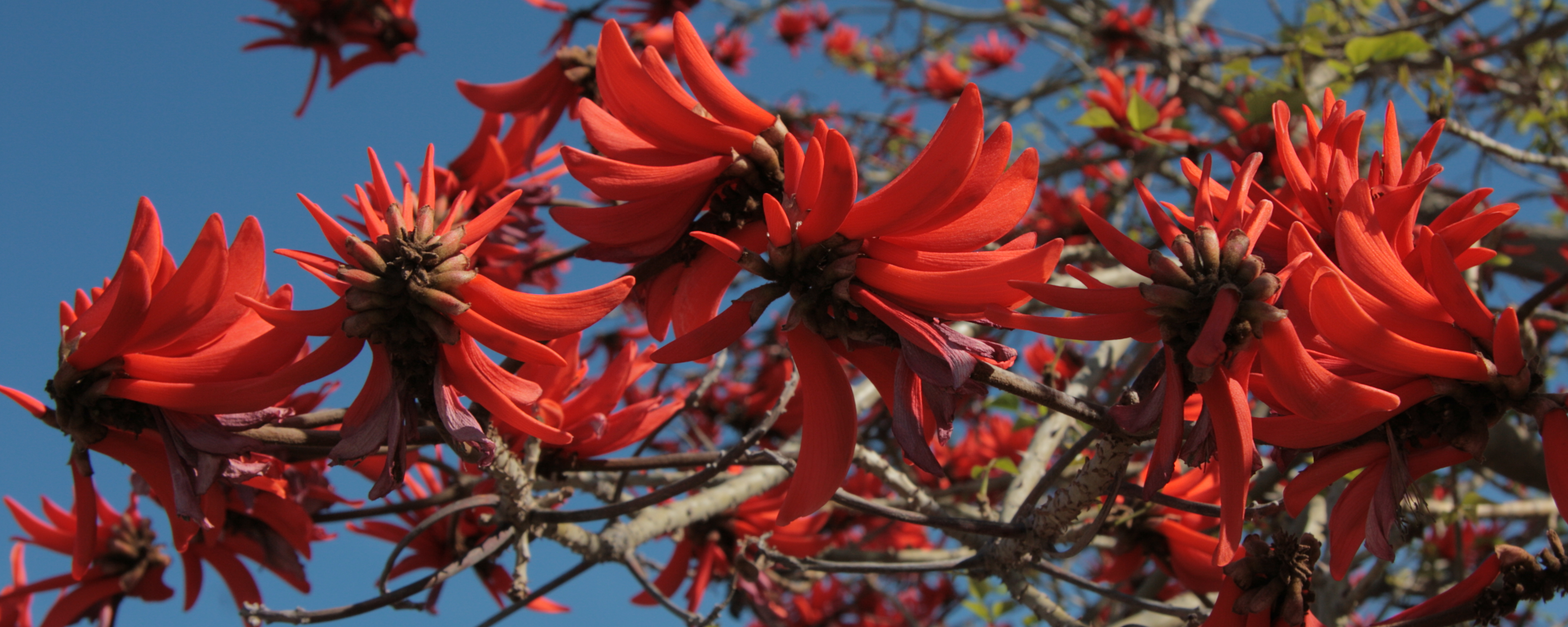